# Новая Басань
Но́вая Баса́нь (укр. Нова Басань) — село в Нежинском районе Черниговской области Украины, административный центр Новобасанской сельской общины. Было центром Новобасанского сельсовета, до 17 июля 2020 года было на территории ныне упразднённого Бобровицкого района. Расположено на берегу реки Недра.

## История
Село возникло в середине XV века как приграничная крепость для защиты населения от набегов кочевников. По пересказам группа селян во главе с Яковом Зубцом в 18 км на юго-восток от села соорудила в лесу земляную крепость и смотровую вышку. Укрепление получило название Зубцовский городок, возле которого возникли хутора. Новая Басань была опустошена набегами кочевников, но в XVI веке населённый пункт постепенно возродился. В селе обнаружено поселение ранних славян Черняховской культуры II—V вв.

## Известные уроженцы
- Глушко-Мова, Юрий Косьмич (1882—1942) — украинский общественный и политический деятель Дальнего Востока
- Дегтярь, Михаил Васильевич (1906—1994) — советский дипломат. Чрезвычайный и полномочный посол.
- Зубец Михаил Васильевич (1938—2014) — украинский учёный, академик, президент НААНУ. Герой Украины.